# داوید اشتراوس
داوید فریدریش اشتراوس (به آلمانی: David Friedrich Strauss) از دانشمندان آلمانی علوم دینی بود.
وی در سال ۱۸۰۸ م. در شهر لودویگزوبورگ زاده شد و در سال ۱۸۷۴ م. درگذشت. وی ترجمه احوال عیسی مسیح را به سبکی منتشر کرد که با باورهای همگانی مسیحیان مخالف بود و از این رو او را از مقام دینی‌اش برکنار کردند. اما اثر وی شهرتی به‌سزا یافت و توسط «لیتره» معروف در ۴ جلد به فرانسه ترجمه شد. بعدها مؤلف به تقلید از ارنست رنان کتاب دیگری درخور فهم عوام هم نوشته‌است.
او به آسمانی بودن شخصیت مسیح اعتقادی نداشت و به‌طور کلی منکر معجزات مسیح بود.
او انجیل را حاوی سه نوع افسانه می‌دانست.
اشتراوس با استفاده از فلسفه هگل بر آن شد که توسعه و تکامل جامعه انسانی بر اثر تضاد و تقابل نیروهای درون جامعه شکل می‌گیرد و همین معنی را به مسیحیت تعمیم داد و افق جدیدی در مطالعات دینی آئین مسیح را به وجود آورد.
عقاید اشتراوس در کتابی تحت عنوان "آزمون انتقادی زندگی مسیح" بین سال‌های ۱۸۳۵ و ۱۸۳۶ انتشار یافت.
او در این کتاب، گزارش‌های تاریخی انجیل را رد کرد و تأثیرات مابعدالطبیعه زندگی مسیح را به کلی مردود دانست.
او این پدیده‌ها را افسانه ای خواند که جامعه ابتدایی مسیحیت مبتنی بر آمال و آرزوهای خویش وارد کتاب کرده‌است.
نشر عقاید اشتراوس در اروپا انعکاس فوق العاده ای یافت و پس از آن، مبتکر نظریه افسانه مسیح لقب گرفت.
جامعه پروتستان آلمان او را مجبور ساخت تا به منظور دلجویی از مسیحیان و ملایم ساختن اثرات کتاب، مطالبی را تحریر و منتشر کند.
او سعی کرد در راستای این تقاضا توضیح دهد که مطالب کتاب او زیانی به مسیحیت وارد نخواهد کرد و جمیع ادیان مبتنی بر عقاید، و نه حقایق بنیان شده‌اند.
این توضیحات کمکی به او نکرد و دادگاه تفتیش عقاید ، او را محکوم، و سپس از دانشگاه توبینگن اخراج نموده و مانع دادن مقام استادی او در دانشگاه زوریخ نیز گردید.
پس از اخراج از جامعه آکادمیک آلمان، اشتراوس به مدت ۲۰ سال به تألیف آثار خویش ادامه داد و آخرین اثرش به نام "دین قدیم و دین جدید" را در سال ۱۸۷۲ در نقد مسیحیت منتشر کرد.